# Frappe de drones du 29 août 2021 à Kaboul
La frappe de drones du 29 août 2021 à Kaboul survient lorsqu'un drone américain tue 10 civils, dont 7 enfants, à Kaboul, en Afghanistan. Quelques semaines après l'attaque, à la suite d'informations parues dans la presse, des responsables du gouvernement des États-Unis présentent des excuses et reconnaissent que seuls des civils sont morts lors de la frappe, contrairement à ce qui avait été annoncé auparavant.

## Contexte
L'attaque s'est produite peu après la chute de Kaboul qui a conduit à la fin de la guerre d'Afghanistan qui a duré de 2001 à 2021. Dans les jours qui ont suivi la chute de Kaboul, des évacuations massives de civils ont eu lieu à l'aéroport international Hamid Karzai. Lors de ces évacuations, l'aéroport a été attaqué par un kamikaze, faisant au moins 183 morts.

## Frappe de drones
Anticipant les prochaines attaques imminentes de la province khorassanienne de l'État islamique, les forces américaines pensaient qu'une Toyota Corolla blanche de 1996 et son conducteur étaient liés à un complot terroriste. Le conducteur de la voiture, Zemari Ahmadi, était un employé de Nutrition and Education International (en), une ONG américaine luttant contre la malnutrition en Afghanistan. Après qu'Ahmadi se soit arrêté dans un entrepôt, six drones Reaper ont encerclé le complexe et à 16 h 53, un seul missile Hellfire a été lancé, tuant 10 personnes. L'armée américaine a reconnu son erreur après avoir examiné des images montrant trois enfants venant saluer Ahmadi dans sa berline avant d'être tués.
L'attaque a été menée par le groupe Over-the-Horizon Strike Cell de l'US Central Command.

## Conséquences
Le 15 octobre 2021, le Pentagone a offert une compensation monétaire aux familles des victimes. Le Pentagone a également proposé aux familles de les aider à déménager aux États-Unis.
Le Pentagone décide de pas sanctionner les militaires impliqués.